# Corrado I di Boemia
Corrado I Ottone, in ceco Konrád I. Brněnský, (Praga, 1035 circa – Praga, 6 settembre 1092) fu duca di Boemia per pochi mesi nel 1092.

## Biografia
Corrado era il terzo figlio del principe Bretislao I, della dinastia dei Přemyslidi, e di sua moglie Giuditta di Schweinfurt, della stirpe degli Schweinfurt. Corrado divenne duca di Moravia sotto il governo di suo padre nel 1054, ma suo fratello Spytihněv II lo privò del potere un anno dopo e gli ordinò di recarsi a Praga, dove venne assegnato all'amministrazione della corte.
Solo dopo l'ascesa al trono si suo fratello Vratislao II ricevette la sua parte in Moravia nel 1061. Oltre a Brno (in tedesco Brünn) ricevette anche Znojmo (in tedesco Znaim). Regnò in unità con i nobili boemi per un totale di 31 anni e condusse diverse campagne contro il regno di Polonia.
Nel 1082 si mosse contro il margravio Leopoldo II. Dopo la morte di suo fratello Ottone, ricevette anche Olomouc e governò su tutta la Moravia dal 1087. Questa situazione sembrava troppo pericolosa per Vratislao II e nel 1090 entrò in guerra contro suo fratello. Corrado si salvò solo grazie ad una disputa tra Vratislao II e suo figlio Bretislao II.
In questa situazione, la moglie di Corrado, Wirpirk di Tengling, riuscì a convincere Vratislao II della lealtà di Corrado. Vratislao II nominò quindi Corrado, secondo il principio di anzianità, suo successore sul trono di Praga. Corrado ereditò questo ufficio nel 1092 dopo la morte di suo fratello, ma morì dopo solo otto mesi di governo. Venne sepolto nella basilica di San Pietro e Paolo nel castello di Vyšehrad di Praga.

## Matrimonio e figli
Corrado sposò nel 1054 Wirpirk di Tengling, figlia di Sigeardo di Tengling e di Philihild di Andechs. Essi ebbero due figli:
- Ulrico/Oldřich, duca di Moravia e di Brno;
- Luitpoldo, duca di Znojmo.

## Ascendenza
|                         |                         |                      | Genitori               |  |  | Nonni |  |  | Bisnonni              |  |  | Trisnonni            |  |
|                         |                         |                      |                        |  |  |       |  |  | Boleslao II di Boemia |  |  | Boleslao I di Boemia |  |
|                         |                         |                      |                        |  |  |       |  |  | Boleslao II di Boemia |  |  | Boleslao I di Boemia |  |
|                         |                         | Biagota              |                        |  |  |       |  |  | Boleslao II di Boemia |  |  |                      |  |
| Ulrico di Boemia        |                         |                      |                        |  |  |       |  |  | Boleslao II di Boemia |  |  |                      |  |
|                         |                         | …                    | …                      |  |  |       |  |  |                       |  |  |                      |  |
|                         |                         | …                    | …                      |  |  |       |  |  |                       |  |  |                      |  |
|                         |                         | …                    | …                      |  |  |       |  |  |                       |  |  |                      |  |
| Bretislao I di Boemia   |                         | …                    |                        |  |  |       |  |  |                       |  |  |                      |  |
|                         |                         | …                    | …                      |  |  |       |  |  |                       |  |  |                      |  |
|                         |                         | …                    | …                      |  |  |       |  |  |                       |  |  |                      |  |
|                         |                         | …                    | …                      |  |  |       |  |  |                       |  |  |                      |  |
| Božena di Boemia        |                         | …                    |                        |  |  |       |  |  |                       |  |  |                      |  |
|                         |                         | …                    | …                      |  |  |       |  |  |                       |  |  |                      |  |
|                         |                         | …                    | …                      |  |  |       |  |  |                       |  |  |                      |  |
|                         |                         | …                    | …                      |  |  |       |  |  |                       |  |  |                      |  |
| Corrado I di Boemia     |                         | …                    |                        |  |  |       |  |  |                       |  |  |                      |  |
|                         | Bertoldo di Schweinfurt | …                    |                        |  |  |       |  |  |                       |  |  |                      |  |
|                         | Bertoldo di Schweinfurt | …                    |                        |  |  |       |  |  |                       |  |  |                      |  |
|                         | Bertoldo di Schweinfurt | …                    |                        |  |  |       |  |  |                       |  |  |                      |  |
| Enrico di Schweinfurt   | Bertoldo di Schweinfurt |                      |                        |  |  |       |  |  |                       |  |  |                      |  |
|                         |                         | Eilika di Walbeck    | Lotario II di Walbeck  |  |  |       |  |  |                       |  |  |                      |  |
|                         |                         | Eilika di Walbeck    | Lotario II di Walbeck  |  |  |       |  |  |                       |  |  |                      |  |
|                         |                         | Eilika di Walbeck    | …                      |  |  |       |  |  |                       |  |  |                      |  |
| Giuditta di Schweinfurt |                         | Eilika di Walbeck    |                        |  |  |       |  |  |                       |  |  |                      |  |
|                         |                         | Eriberto di Wetterau | Odo di Wetterau        |  |  |       |  |  |                       |  |  |                      |  |
|                         |                         | Eriberto di Wetterau | Odo di Wetterau        |  |  |       |  |  |                       |  |  |                      |  |
|                         |                         | Eriberto di Wetterau | …                      |  |  |       |  |  |                       |  |  |                      |  |
| Gerberga di Gleiberg    |                         | Eriberto di Wetterau |                        |  |  |       |  |  |                       |  |  |                      |  |
|                         |                         | Irmtrud di Avalgau   | Megingaudo di Gheldria |  |  |       |  |  |                       |  |  |                      |  |
|                         |                         | Irmtrud di Avalgau   | Megingaudo di Gheldria |  |  |       |  |  |                       |  |  |                      |  |
|                         |                         | Irmtrud di Avalgau   | Gerberga di Lorena     |  |  |       |  |  |                       |  |  |                      |  |
|                         |                         | Irmtrud di Avalgau   |                        |  |  |       |  |  |                       |  |  |                      |  |